# Pierre d'Estaing
Pierre d'Estaing (in latino Petrus de Stagno, talvolta italianizzato di Pietro di Stagno; Castello d'Estaing, 1324/1330 – Roma, 25 novembre 1377) è stato un cardinale e arcivescovo cattolico francese.
Era figlio di Guillaume III d'Estaing e di Esmengarde de Peyre.

## Biografia
Abile giurista, fu docente a Montpellier dal 1354.
Vescovo di Saint-Flour e arcivescovo di Bourges, fu creato cardinale nel concistoro del 7 giugno 1370 da papa Urbano V con il titolo di cardinale presbitero di Santa Maria in Trastevere. Nominato camerlengo di Santa Romana Chiesa nel 1373, optò per i titoli di cardinale vescovo di Ostia e di Velletri.
Non prese parte al conclave del 1370 che elesse papa Gregorio XI.
Alla sua morte la salma venne inumata nella chiesa di Santa Maria in Trastevere.